# Championnat de Finlande de football 1983
Navigation
Saison précédente Saison suivante
La saison 1983 du Championnat de Finlande de football était la 54e édition de la première division finlandaise à poule unique, la Mestaruussarja. Les douze meilleurs clubs du pays jouent les uns contre les autres à deux reprises durant la saison, à domicile et à l'extérieur. À la fin de cette première phase, les 8 premiers se rencontrent une fois au sein de la poule pour le titre, tandis que les 4 derniers affrontent les 4 meilleurs clubs de D2 au sein d'une poule de promotion-relégation, qui voit les 4 premiers rejoindre l'élite.
C'est le club du FC Ilves Tampere qui remporte le championnat cette année, en terminant en tête du classement de la poule pour le titre, avec 2 points d'avance sur le duo HJK Helsinki-Haka Valkeakoski. C'est le 2e titre de champion de Finlande de football de l'histoire du club, après celui gagné en 1950. Le tenant du titre, le Kuusysi Lahti, ne prend que la 5e place mais remporte un nouveau trophée cette saison après sa victoire en finale de la Coupe de Finlande face au Haka Valkeakoski.

## Les 12 clubs participants
| - FC Ilves Tampere - RoPS Rovaniemi - Promu de Ykkonen - Reipas Lahti - Promu de Ykkonen - Koparit Kuopio - Haka Valkeakoski - OPS Oulu | - HJK Helsinki - Kuusysi Lahti - KTP Kotka - TPS Turku - KuPS Kuopio - KPV Kokkola |

## Compétition
Le barème de points servant à établir les classements se décompose ainsi :
- Victoire : 2 points
- Match nul : 1 point
- Défaite : 0 point

### Première phase
| Rang | Équipe           | Pts | J  | G  | N | P  | Bp | Bc | Diff |
| ---- | ---------------- | --- | -- | -- | - | -- | -- | -- | ---- |
| 1    | TPS Turku        | 32  | 22 | 13 | 6 | 3  | 51 | 23 | +28  |
| 2    | FC Ilves Tampere | 29  | 22 | 12 | 5 | 5  | 49 | 28 | +21  |
| 3    | Haka Valkeakoski | 29  | 22 | 12 | 5 | 5  | 43 | 24 | +19  |
| 4    | Kuusysi Lahti T  | 28  | 22 | 11 | 6 | 5  | 42 | 21 | +21  |
| 5    | HJK Helsinki     | 28  | 22 | 10 | 8 | 4  | 42 | 28 | +14  |
| 6    | RoPS Rovaniemi P | 24  | 22 | 9  | 6 | 7  | 28 | 37 | -9   |
| 7    | KPV Kokkola      | 23  | 22 | 8  | 7 | 7  | 26 | 31 | -5   |
| 8    | Koparit Kuopio   | 21  | 22 | 7  | 7 | 8  | 38 | 31 | +7   |
| 9    | KuPS Kuopio      | 18  | 22 | 7  | 4 | 11 | 27 | 31 | -4   |
| 10   | OPS Oulu         | 17  | 22 | 7  | 3 | 12 | 37 | 53 | -16  |
| 11   | Reipas Lahti P   | 10  | 22 | 3  | 4 | 15 | 19 | 43 | -24  |
| 12   | KTP Kotka        | 5   | 22 | 1  | 3 | 18 | 16 | 68 | -52  |

|  | Participation à la poule pour le titre              |
|  | Participation à la poule de promotion-relégation    |
|  | T Tenant du titre P Club promu de deuxième division |

### Seconde phase

#### Poule pour le titre
Les 8 équipes conservent la moitié du total des points (arrondi au supérieur) acquis lors de la première phase.
| Rang | Équipe            | Pts | J  | G  | N  | P  | Bp | Bc | Diff |
| ---- | ----------------- | --- | -- | -- | -- | -- | -- | -- | ---- |
| 1    | FC Ilves Tampere  | 27  | 29 | 17 | 7  | 5  | 63 | 32 | +31  |
| 2    | HJK Helsinki      | 25  | 29 | 15 | 9  | 5  | 61 | 37 | +24  |
| 3    | Haka Valkeakoski  | 25  | 29 | 17 | 5  | 7  | 59 | 36 | +23  |
| 4    | TPS Turku         | 24  | 29 | 16 | 8  | 5  | 64 | 32 | +32  |
| 5    | Kuusysi Lahti T C | 19  | 29 | 13 | 7  | 9  | 54 | 37 | +17  |
| 6    | KPV Kokkola       | 16  | 29 | 8  | 11 | 10 | 32 | 44 | -12  |
| 7    | Koparit Kuopio    | 15  | 29 | 8  | 9  | 12 | 46 | 48 | -2   |
| 8    | RoPS Rovaniemi P  | 14  | 29 | 9  | 8  | 12 | 36 | 53 | -17  |

|  | Qualification pour la Coupe d'Europe des clubs champions 1984-1985       |
|  | Qualification pour la Coupe des Coupes 1984-1985                         |
|  | Qualification pour la Coupe UEFA 1984-1985                               |
|  | T Tenant du titre C Vainqueur de la Coupe de Finlande P Promu de Ykkonen |

#### Poule de promotion-relégation
Les 8 équipes reçoivent un bonus en fonction de leur classement en D1 ou D2. Les clubs d'Ykkonen sont indiqués en italique.
| Rang | Équipe              | Pts | J | G | N | P | Bp | Bc | Diff |
| ---- | ------------------- | --- | - | - | - | - | -- | -- | ---- |
| 1    | KuPS Kuopio +4      | 16  | 7 | 6 | 0 | 1 | 19 | 5  | +14  |
| 2    | MP Mikkeli +4       | 14  | 7 | 5 | 0 | 2 | 24 | 7  | +17  |
| 3    | KePS Kemi +2        | 13  | 7 | 5 | 1 | 1 | 16 | 7  | +9   |
| 4    | PPT Pori +3         | 11  | 7 | 3 | 2 | 2 | 22 | 17 | +5   |
| 5    | Jaro Pietarsaari +1 | 9   | 7 | 4 | 0 | 3 | 23 | 19 | +4   |
| 6    | OPS Oulu +3         | 7   | 7 | 2 | 0 | 5 | 17 | 23 | -6   |
| 7    | Reipas Lahti +2     | 5   | 7 | 1 | 1 | 5 | 14 | 17 | -3   |
| 8    | KTP Kotka +1        | 1   | 7 | 0 | 0 | 7 | 5  | 45 | -40  |

|  | Promotion en Mestaruussarja     |
|  | Relégation en deuxième division |

## Bilan de la saison
| Championnat de Finlande de football 1983                  |                             |
| Champion                                                  | FC Ilves Tampere (2e titre) |
| Coupes et trophées                                        |                             |
| Vainqueur de la Coupe de Finlande 1983                    | Kuusysi Lahti               |
| Qualifications continentales                              |                             |
| Coupe d'Europe des clubs champions 1984-1985 Premier tour | FC Ilves Tampere            |
| Coupe des Coupes 1984-1985 Premier tour                   | Kuusysi Lahti               |
| Coupe UEFA 1984-1985 Premier tour                         | HJK Helsinki                |
| Promotions et relégations                                 |                             |
| Promus en Mestaruussarja                                  | KePS Kemi                   |
| Promus en Mestaruussarja                                  | PPT Pori                    |
| Promus en Mestaruussarja                                  | MP Mikkeli                  |
| Relégués en Ykkonen                                       | OPS Oulu                    |
| Relégués en Ykkonen                                       | Reipas Lahti                |
| Relégués en Ykkonen                                       | KTP Kotka                   |